# C'est la vie (chanson de Martin Solveig)
Pour les articles homonymes, voir C'est la vie.
Pour la chanson de Khaled voir C'est la vie
Singles de Martin Solveig
Cabo Parano
(2008) I Want You
(2008)
Pistes de C'est la vie
I Want You
C'est la vie est une chanson du DJ français Martin Solveig sorti en 2008. sous le major Universal Music. Il s'agit du 1er single extrait de l'album du même nom C'est la vie. Malgré le titre, les paroles interprété par Jay Sebag, sont en anglais, utilisant le gallicisme « c'est la vie » dans le refrain.

## Clip vidéo
Réalisé par Tristan Séguéla, le vidéoclip met en scène le groupe de quatre danseurs hip-hop japonais U-Min.

## Liste des titres
Liste des titres
| - France Maxi 45 tours 1. C'est la vie (Version longue) - 5:56 2. C'est la vie (Fedde vs. Martin club mix) - 6:26 3. C'est la vie (John Dahlbäck remix) - 5:49 4. C'est la vie (Goose remix) - 5:30 - Espagne Maxi 45 tours 1. C'est la vie (Version longue) - 5:56 2. C'est la vie (Goose remix) - 5:30 3. C'est la vie (Fedde vs. Martin club mix) - 6:26 4. C'est la vie (Fedde Le Grand's pink bird dub) - 5:32 - Italie Maxi 45 tours 1. C'est la vie (Fedde vs. Martin club mix) - 6:26 2. C'est la vie (The Bloody Beetroots remix) - 4:31 3. C'est la vie (John Dahlbäck remix) - 5:49 4. C'est la vie (Version longue) - 5:56 - France Maxi CD (promo) 1. C'est la vie (Version longue) - 5:56 2. C'est la vie (Fedde vs. Martin club mix) - 6:26 3. C'est la vie (Fedde Le Grand's pink bird dub) - 5:32 4. C'est la vie (The Bloody Beetroots remix) - 4:31 5. C'est la vie (Goose remix) - 5:30 6. C'est la vie (Version album) - 3:25 | - Italie Maxi CD (promo) 1. C'est la vie (Version album) - 3:25 2. C'est la vie (Version longue) - 5:56 3. C'est la vie (Fedde vs. Martin club mix) - 6:26 4. C'est la vie (John Dahlbäck remix) - 5:49 5. C'est la vie (The Bloody Beetroots remix) - 4:31 6. C'est la vie (Goose remix) - 5:30 7. C'est la vie (Fedde Le Grand's pink bird dub) - 5:32 Bonus : vidéoclip - Royaume-Uni Maxi CD (promo) 1. C'est la vie (Version longue) - 5:56 2. C'est la vie (Fedde vs. Martin club mix) - 6:26 3. C'est la vie (Fedde Le Grand's pink bird dub) - 5:32 4. C'est la vie (John Dahlbäck remix) - 5:49 5. C'est la vie (Goose remix) - 5:30 6. C'est la vie (The Bloody Beetroots remix) - 4:31 7. C'est la vie (Version album) - 3:25 |

## Crédits
- Écrit, composé, enregistré, mixé et réalisé par Martin Solveig pour Mixture Stereophonic
- Publié par Temps D'Avance
- Chanteur - Jay Sebag
- Chœurs - Jay Sebag et Martin Solveig
- Claviers et programmation - Martin Solveig

## Classement par pays
| Classement (2008)             | Meilleure position |
| ----------------------------- | ------------------ |
| France (SNEP Téléchargements) | 10                 |
| Suisse (Schweizer Hitparade)  | 63                 |
| Espagne (PROMUSICAE)          | 12                 |
| France (Club 40)              | 4                  |